# Ак Барс Арена
«Ак Барс Арена», до 7 ноября 2019 года — «Казань Арена» (тат. Казан Арена) — футбольный стадион в Казани. Один из самых вместительных стадионов России, рассчитанный на 45 379 человек. Домашняя арена казанского футбольного клуба «Рубин». Стадион наивысшей четвёртой категории УЕФА. Стадион является многофункциональным комплексом, предназначенным для проведения не только футбольных матчей, но и других спортивных мероприятий, а также развлекательных шоу и концертов, культурно-массовых мероприятий.
Строительство стадиона началось в 2010 году; сдан в эксплуатацию он был в мае 2013 года. 7 ноября 2019 года в рамках долгосрочного партнёрского соглашения, заключённого с банком «Ак Барс», стадион был переименован в «Ак Барс Арена».
На стадионе были проведены церемонии открытия и закрытия XXVII Всемирной летней Универсиады в Казани и церемонию открытия чемпионата мира WorldSkills 2019. Кроме того, стадион принял чемпионат мира FINA по водным видам спорта 2015 года, матчи Кубка конфедераций 2017 года, чемпионата мира по футболу 2018.

## Расположение
Стадион расположен в Ново-Савиновском районе города Казани, между проспектом Хусаина Ямашева и Чистопольской улицей, вблизи правого берега реки Казанки, недалеко от аквапарка «Ривьера» и спортивного комплекса «Олимп».
Добраться до стадиона можно на общественном транспорте: скоростной (№ 5) и обычный (№ 6) трамваи, троллейбусы (№ 2, 13), автобусы (№ 10, 10а, 18, 33, 35, 35а, 36, 41, 45, 46, 49, 55, 60). В перспективе до стадиона будут идти вторая (станция «Рубин») и третья (станция «Чистопольская») линии казанского метрополитена.

## Характеристики и особенности
- Территория стадиона: 28 га[1]
- Вместимость: 45 379 зрителей
- Площадь застройки: 73 330 м²
- Общая площадь здания: 135 967 м²

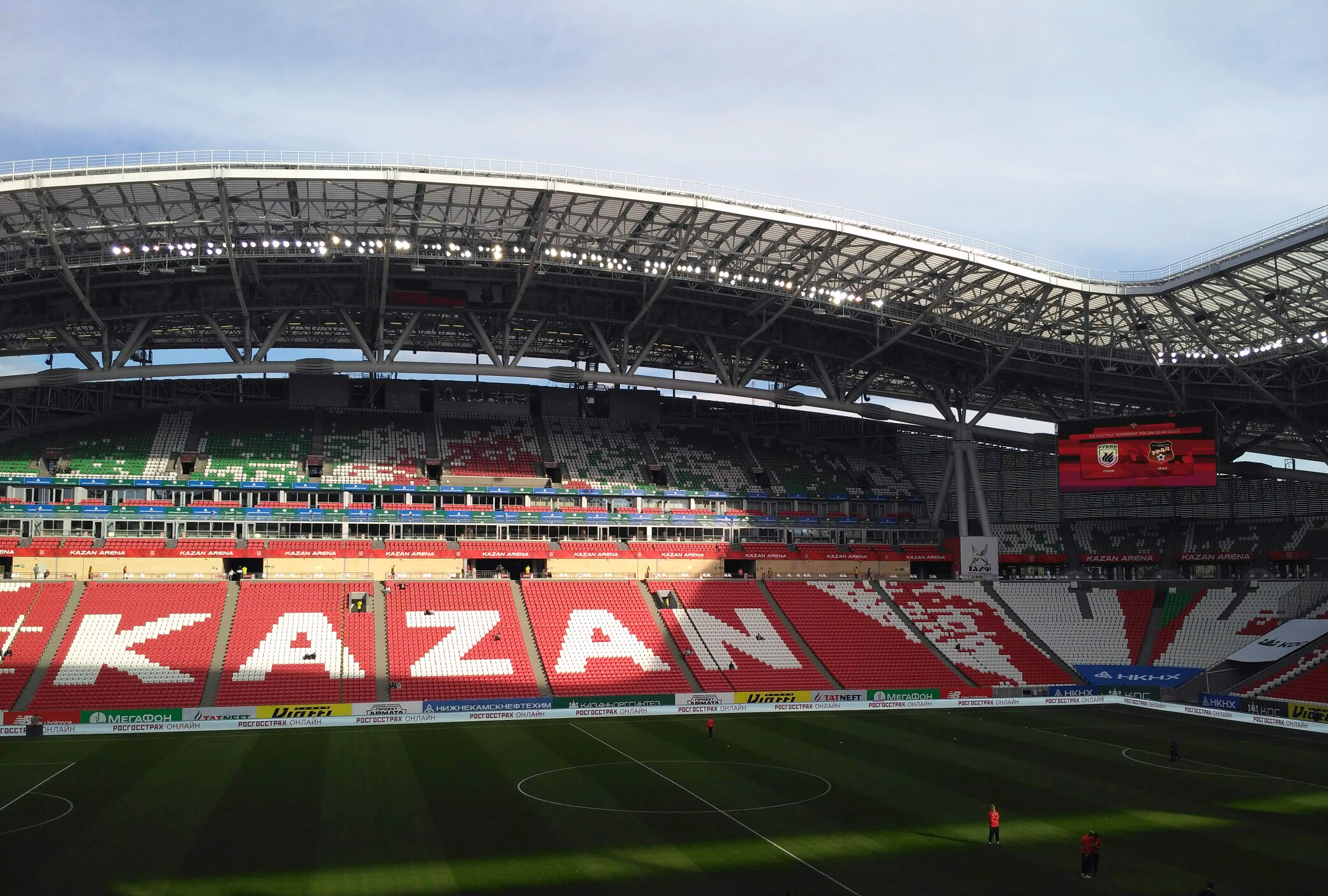
Вид на восточную трибуну стадиона «Ак Барс Арена».

- Паркинг: 6 285 мест (включая парковочные места, расположенные в зоне «Последней мили»)
- Футбольное поле: 9000 м2, 105 м х 68 м
- Медиафасад Full HD: 3 700 м²

## История

### Проектирование
Архитектурная концепция сооружения в форме водяной лилии была разработана американской компанией «Populous». В послужном списке этого международного архитектурно-дизайнерского бюро — известные на весь мир стадионы «Уэмбли» и «Эмирейтс» в Лондоне. Уникальность стадиона как строительного объекта — в 120-метровых пролётах ригеля и светопроницаемой консоли крыши, которая опирается всего на 8 опорных точек. За счёт этого решения конструкция выглядит воздушной, не теряя при этом надёжности. Металлоконструкции уникальной крыши стадиона весят 12 тысяч тонн.

### Строительство

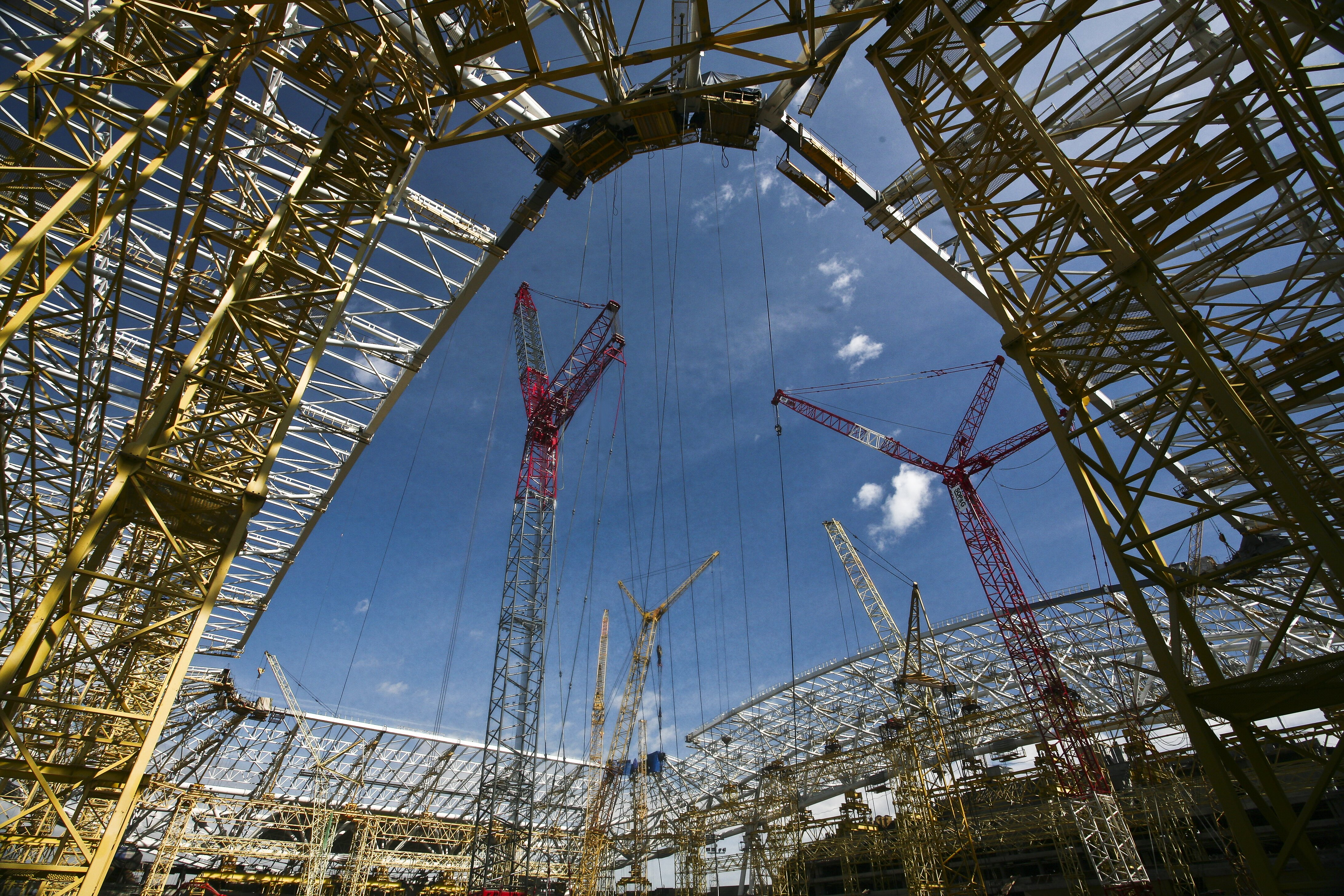
Чаша стадиона «Ак Барс Арена» во время строительства.

Футбольный стадион изначально возводился в рамках программы федеральной целевой программы «Развитие физической культуры и спорта на 2008—2015 годы» как домашняя арена для футбольного клуба «Рубин», при этом поводом начала строительства объекта была необходимость принятия мероприятий Всемирной летней Универсиады 2013 года согласно требований Международной федерации университетского спорта (FISU). 5 мая 2010 года Председатель Правительства Российской Федерации Владимир Путин, в ходе рабочего визита в Казань, наряду с главой Республики Татарстан Рустамом Миннихановым, главным тренером футбольного клуба «Рубин» Курбаном Бердыевым и капитаном клуба Сергеем Семаком, принял участие в церемонии закладки символического «первого камня» в основание нового футбольного стадиона XXVII Всемирной летней Универсиады 2013 года. Объект был сдан в эксплуатацию в мае 2013 года.

### Медиафасад

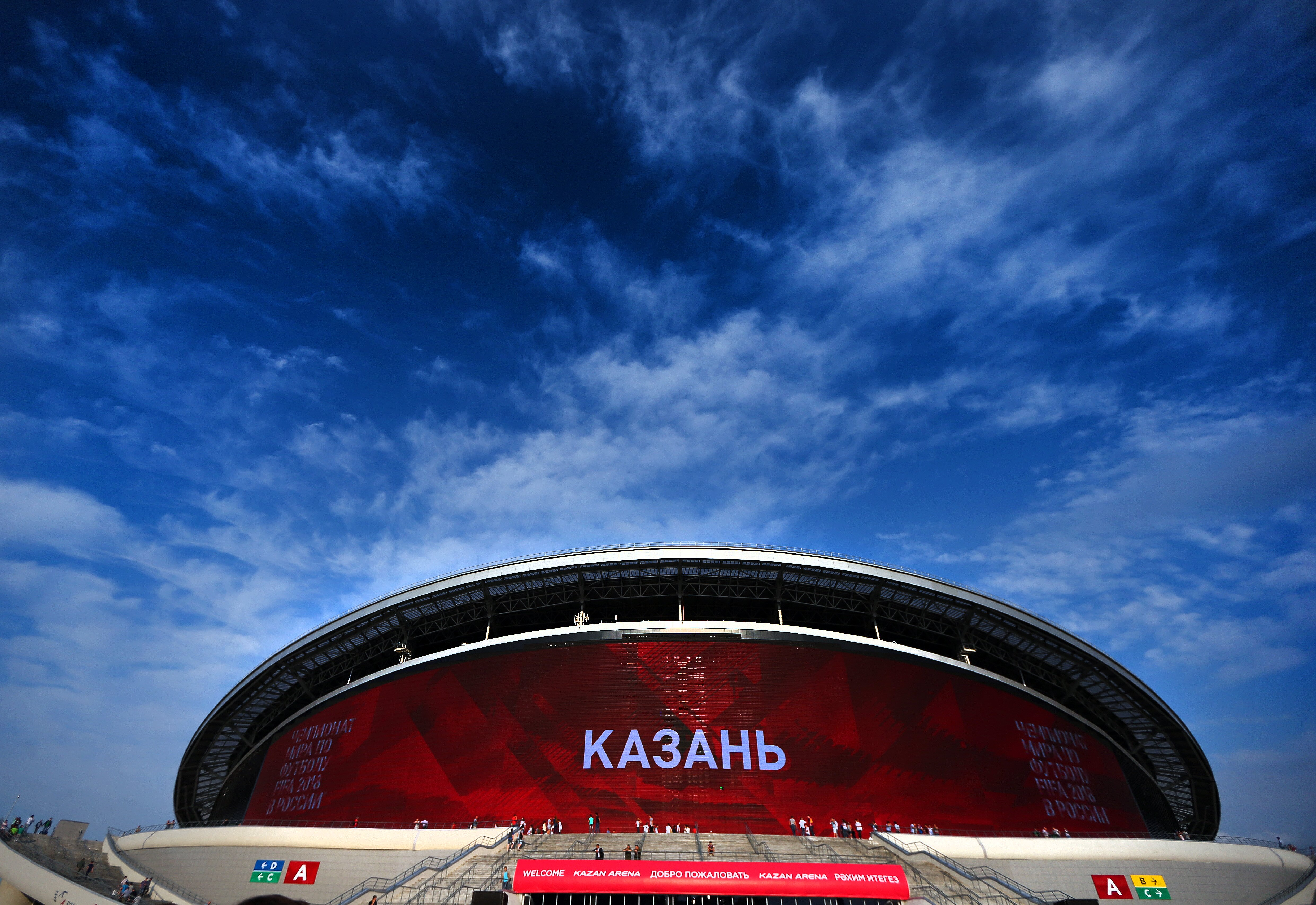
Медиафасад стадиона «Ак Барс Арена».

Медиафасад стадиона «Ак Барс Арена» — крупнейший в Европе экран в формате «Full HD», расположенный на стадионе. Является уникальным рекламно-информационным носителем, позволяющим проводить прямые трансляции социально-значимых событий и кинопоказы. Площадь медиафасада — 3 700 метров квадратных. Дальность восприятия информации — 2-3 км, трафик — более 340 000 человек в сутки.

### Универсиада

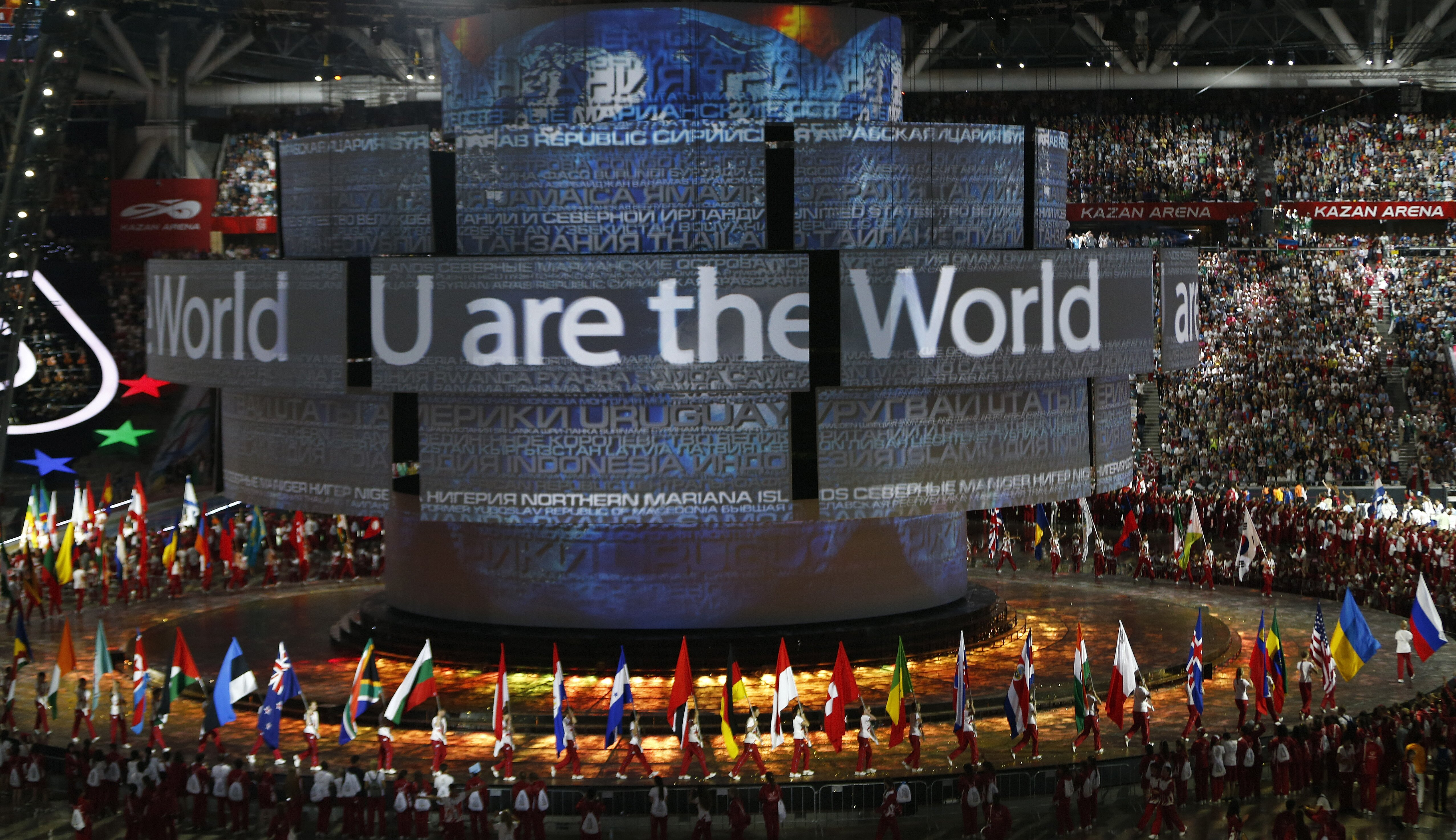
Церемония открытия XXVII Всемирной летней Универсиады 2013 года на стадионе «Ак Барс Арена».

Стадион стал площадкой проведения масштабных и зрелищных церемоний открытия и закрытия XXVII Всемирной летней Универсиады 2013 года.
Церемония открытия, на которой присутствовало более 45 тысяч зрителей, состоялась в ночь с 6 на 7 июля 2013 года, а церемония закрытия — в ночь с 17 на 18 июля 2013 года.
Во время летней Универсиады с 6 по 17 июля на стадионе был расположен основной медиа-пресс-центр Универсиады c Главным пресс-центром и Международным вещательным центром, базировался комплекс из 12 передвижных телевизионных станций.
Для церемоний открытия и закрытия на поле были установлены конструкции общей массой 467 тонн, в том числе основная сцена с фонтанами, подъёмная трансформируемая многоярусная пирамида с видеоэкранами. Над крышей стадиона была установлена 6-тонная чаша «Огня Универсиады».

### Футбол

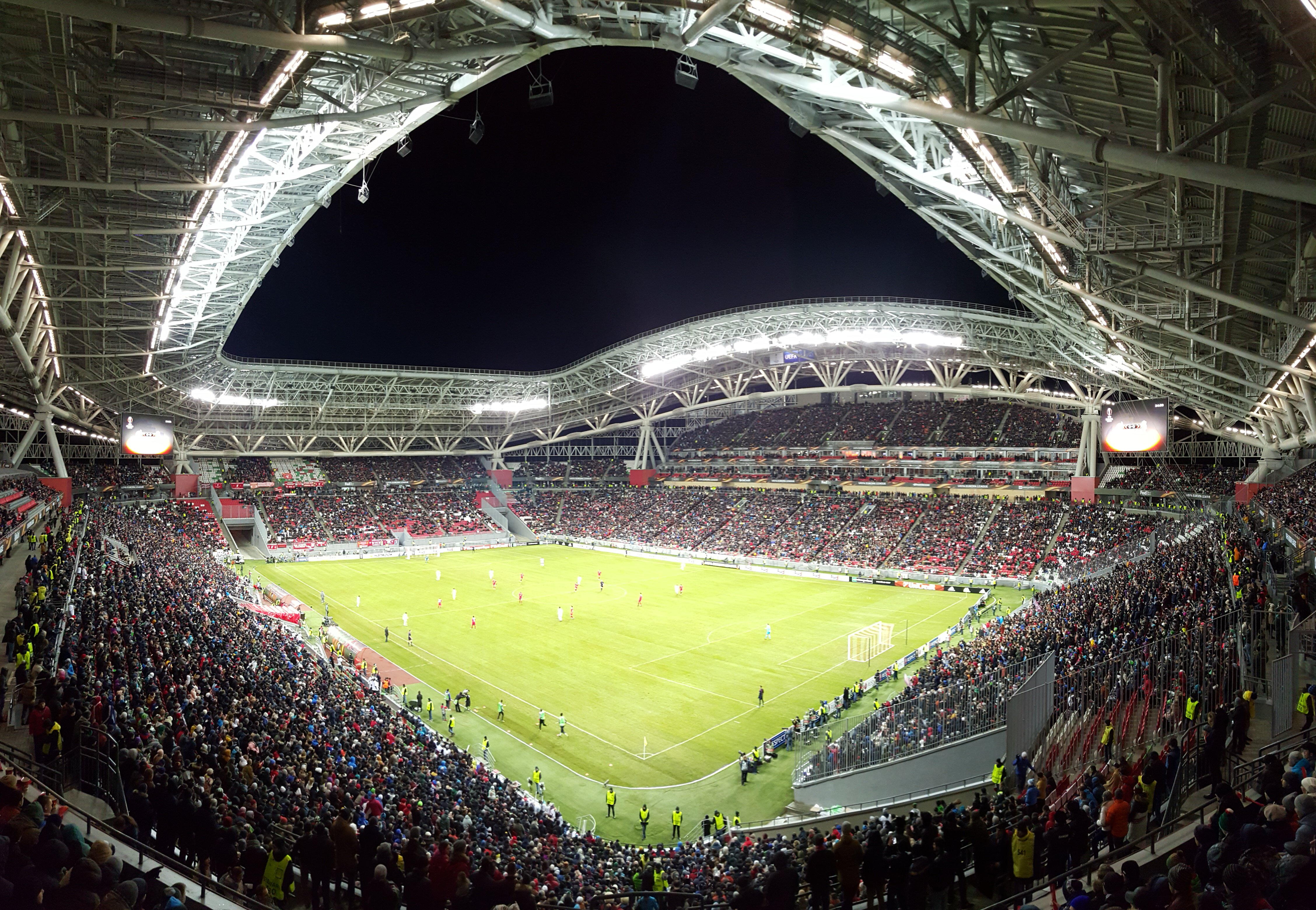
Чаша стадиона «Ак Барс Арена» во время матча.

17 августа 2014 года на стадионе прошёл первый футбольный матч в рамках Чемпионата России. Казанский ФК «Рубин» в матче 4-го тура сыграл вничью с московским «Локомотивом» — (1:1). Первую победу на новом стадионе ФК «Рубин» одержал 23 августа в матче 5-го тура Чемпионата России, обыграв действующего на тот момент чемпиона — ЦСКА (2:1).
- 5 ноября 2015 на стадионе был сыгран первый матч Лиги Европы UEFA «Рубин» — «Ливерпуль».
- 2 мая 2016 года на стадионе был сыгран финальный матч Кубка России 2015/16 «ЦСКА» — «Зенит».
- 21 мая 2016 года в 30 туре РФПЛ ФК «Рубин» уступил ПФК «ЦСКА» (0:1). На «Ак Барс Арене» ЦСКА одержал победу в Чемпионате России по футболу 2016/17.
- С 17 июня по 2 июля 2017 года на стадионе «Ак Барс Арена» прошли четыре матча Кубка конфедераций 2017 — восьмого футбольного турнира среди национальных сборных, проводимого под эгидой ФИФА:
  - 18 июня вничью сыграли сборные Португалии и Мексики (2:2);
  - 22 июня на «Ак Барс Арене» встретились сборные Германии и Чили (1:1);
  - 24 июня на стадионе прошёл матч Мексика — Россия (2:1);
  - 28 июня сразились сборные Португалии и Чили (0:3) (по пенальти);
  - За четыре матча Кубка Конфедераций стадион «Ак Барс Арена» посетили более 150 000 болельщиков.[источник не указан 828 дней]

#### XXI Чемпионат мира по футболу FIFA 2018 года
- С 14 июня по 15 июля 2018 года стадион «Ак Барс Арена» принял шесть матчей 21-го Чемпионата мира по футболу FIFA 2018 года:

| # | Дата    | Соперник 1       | Результат | Соперник 2 | Турнир         |
| - | ------- | ---------------- | --------- | ---------- | -------------- |
| 1 | 16 июня | Франция          | 2—1       | Австралия  | Групповой этап |
| 2 | 20 июня | Иран             | 0—1       | Испания    | Групповой этап |
| 3 | 24 июня | Польша           | 0—3       | Колумбия   | Групповой этап |
| 4 | 27 июня | Республика Корея | 2—0       | Германия   | Групповой этап |
| 5 | 30 июня | Франция          | 4—3       | Аргентина  | 1/8 финала     |
| 6 | 6 июля  | Бразилия         | 1—2       | Бельгия    | 1/4 финала     |

- По итогам неудачных выступлений национальных сборных Бразилии, Аргентины и Германии, выигравших в сумме рекордные 11 чемпионатов мира, освещающей соревнования прессой «Казань Арене» был присвоен неформальный титул «Кладбища чемпионов»[12].

#### Суперкубок УЕФА-2023
2 марта 2020 года стало известно, что Суперкубок УЕФА-2023 пройдёт в Казани. Однако, в связи с начавшимся 24 февраля 2022 вторжения России в Украину, UEFA объявили о возможном переносе матча из Казани, как случилось с Санкт-Петербургом, который должен был принять финал Лиги чемпионов сезона 2021/22. Зимой 2023 года Суперкубок УЕФА 2023 был перенесён из Казани в Пирей, а в столице Татарстана прошёл Суперкубок России 2023.

#### Матчи сборной России по футболу
| № | Дата       | Соперник | Результат | Статус                                            |
| - | ---------- | -------- | --------- | ------------------------------------------------- |
| 1 | 24.06.2017 | Мексика  | 1:2       | Кубок Конфедераций 2017, групповой этап, 3-й тур  |
| 2 | 10.10.2017 | Иран     | 1:1       | Товарищеский матч                                 |
| 3 | 08.10.2021 | Словакия | 1:0       | Отборочный турнир на чемпионат мира 2022, 7-й тур |

### XVI чемпионат мира FINA по водным видам спорта

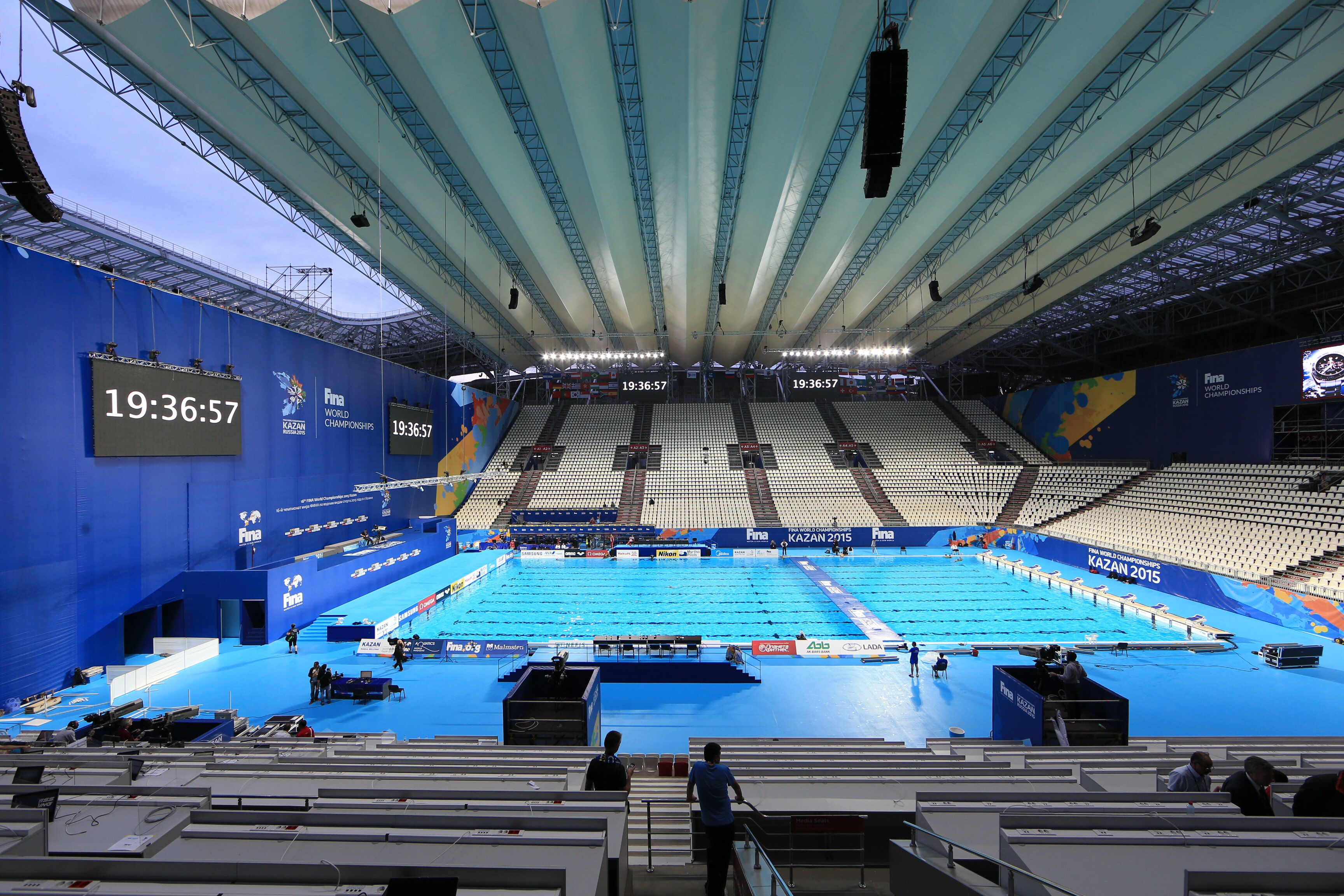
Бассейны на «Ак Барс Арене» во время Чемпионата мира по водным видам спорта 2015 года.

«Ак Барс Арена» — единственный в мире футбольный стадион, на котором установлено 12 мировых рекордов по плаванию. На поле стадиона впервые в истории мировых водных чемпионатов были установлены два временных 50-метровых бассейна: главный бассейн для соревнований и бассейн для тренировок. Вокруг бассейнов были сооружены временные трибуны на 14,5 тысяч зрительских мест. Под трибунами были обустроены технические помещения и расположено оборудование.
В рамках Чемпионата по водным видам спорта были проведены соревнования по синхронному плаванию (с 25 июля по 1 августа 2015 года) и соревнования по плаванию (со 2 по 9 августа 2015 года).
После проведения чемпионата мира FINA по водным видам спорта 2015 года все временные конструкции были демонтированы.
В связи с подготовкой и проведением 16-го Чемпионата мира FINA по водным видам спорта футбольные матчи на стадионе не проводились.

## Инфраструктура

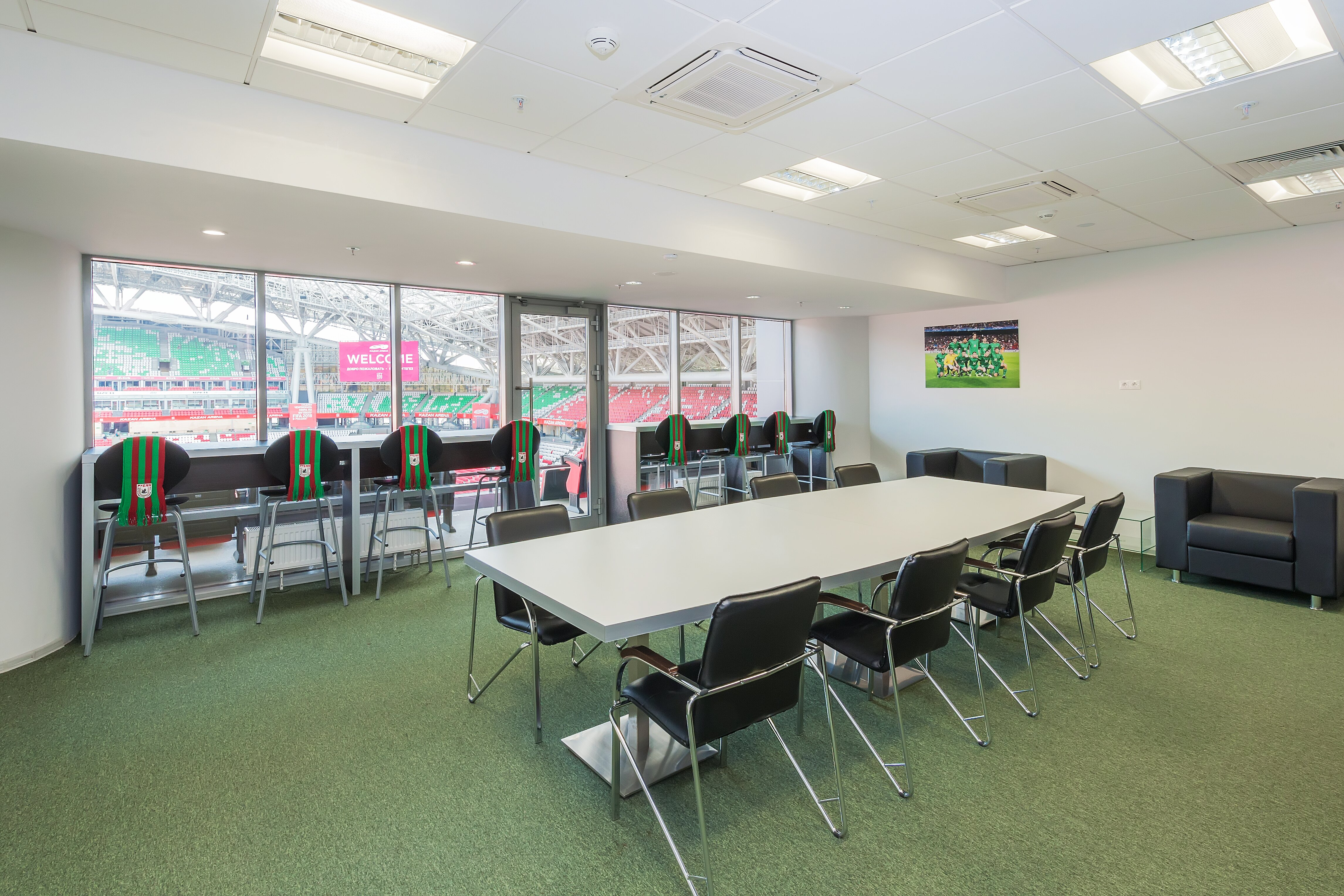
Скайбоксы с видом на чашу стадиона «Ак Барс Арена»

### Медиа-центр
- Конференц-зал
- 72 скайбокса с панорамным видом на поле
- Ресторан «Palladium» с панорамным видом на поле
- Зоны кейтеринга: «Ruby bar», «Sapphire lounge»
- 168 торговых точек в зонах фудкортов
- Arena Family
- Stadium Hotel
- Многофункциональный центр для домашних животных

### Спортивный кластер
- Фитнес-центр с бассейном «X-Fit Arena»
- Спортивный клуб «CrossFit Pioneer»
- Центр Даниса Зарипова «Победный бросок»
- Сквош-корт

### Детский кластер
- Детский город «КидСпейс»
- Детский аква-клуб «Кувшинки»
- Детская секция футбола «Baby Football»
- Детский парк «СоюзМультПарк»

### Многофункциональность площадки

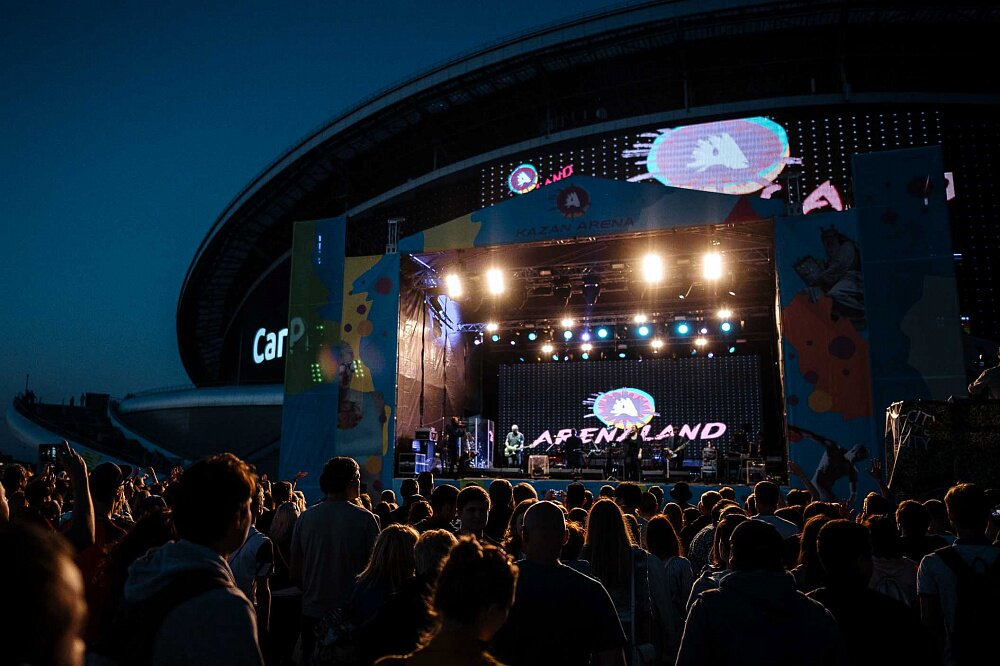
Фестиваль «Arenaland» на стадионе «Ак Барс Арена».

На стадионе «Ак Барс Арена» ежегодно проводятся более 100 разноформатных мероприятий с трафиком до 1 млн посетителей в год: культурно-массовые и спортивные мероприятия федерального и республиканского масштаба, общегородские праздники, развлекательные шоу, концерты и фестивали.
С 2013 по 2016 год на прилегающей к стадиону территории работал «Народный каток», трафик которого составлял до 200 000 посетителей за сезон.
В 2015 году во время Чемпионата мира по водным видам спорта на стадионе был оборудован культурный парк «FINA», который посетило более 400 000 человек.
В 2016 году на месте парка «FINA» расположился самый большой в России парк движущихся динозавров «Юркин парк Travel». За время работы гостями парка стали около 500 000 человек.
В 2017 году на стадионе «Ак Барс Арена» впервые прошёл масштабный, мультиформатный фестиваль «Arenaland». Хедлайнерами фестиваля стали музыкальные группы «Kadebostany», «Therr Maitz», «Пицца». За два дня (22, 23 июля) стадион посетило около 10 000 зрителей. Во время фестиваля на стадионе работали зоны: Art, Drive, It, Fun, Food, Fashion.